# Dodge Coronet
O Dodge Coronet era um automóvel que foi comercializado pela Dodge em sete gerações, e seu nome foi compartilhado com a mesma carroceria com níveis variados de equipamento instalado. Introduzido como um carro de tamanho full-size em 1949, era a linha de acabamento mais alta da divisão e passou para o nível mais baixo de 1955 a 1959. O nome foi reintroduzido em modelos de tamanho intermediário dos anos-modelo de 1965 até 1976.

## Galeria

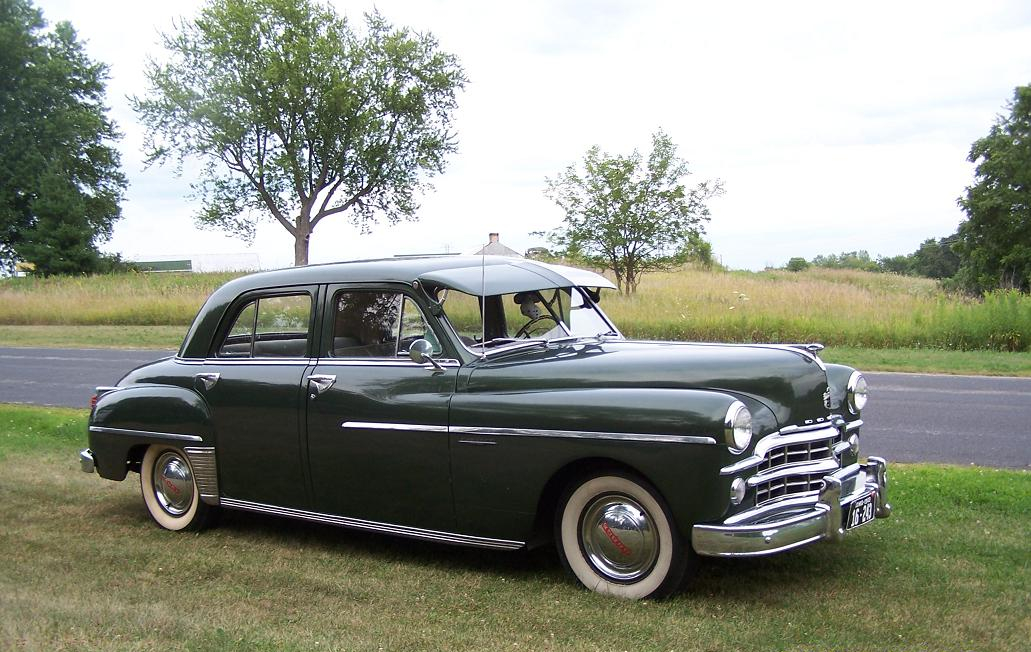
1ª geração (1949–1952)
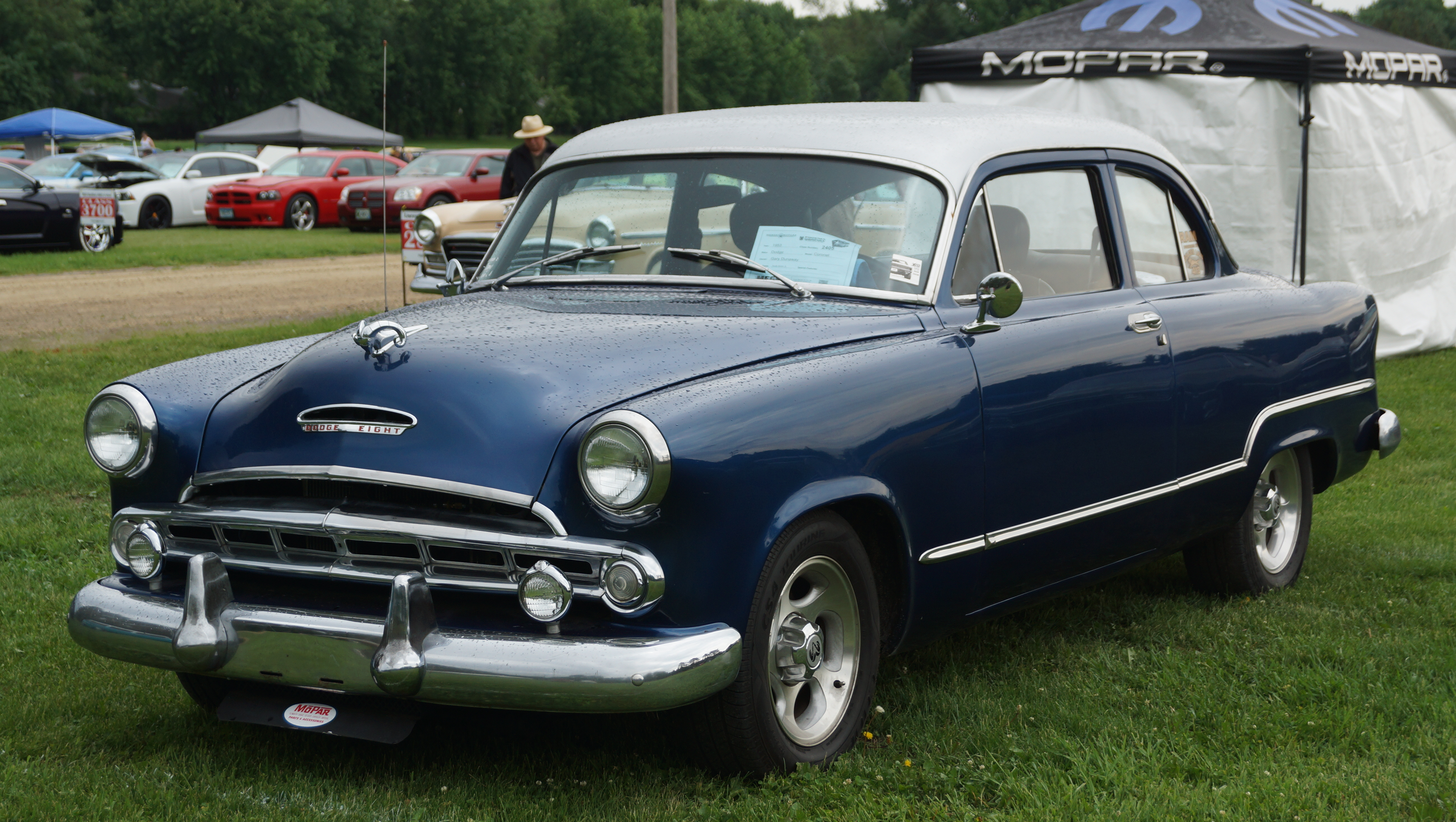
2ª geração (1953–1954)
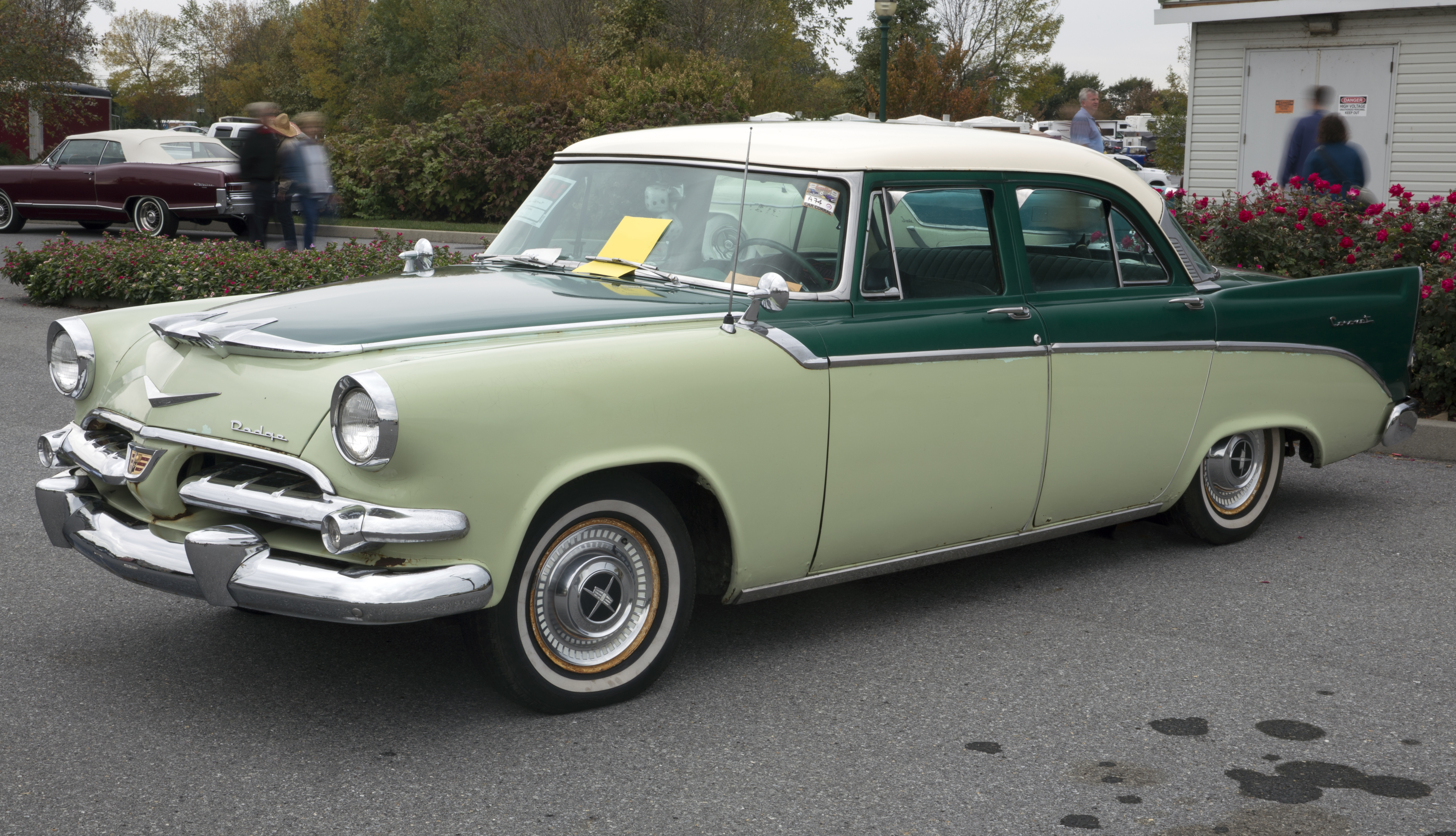
3ª geração (1955–1956)
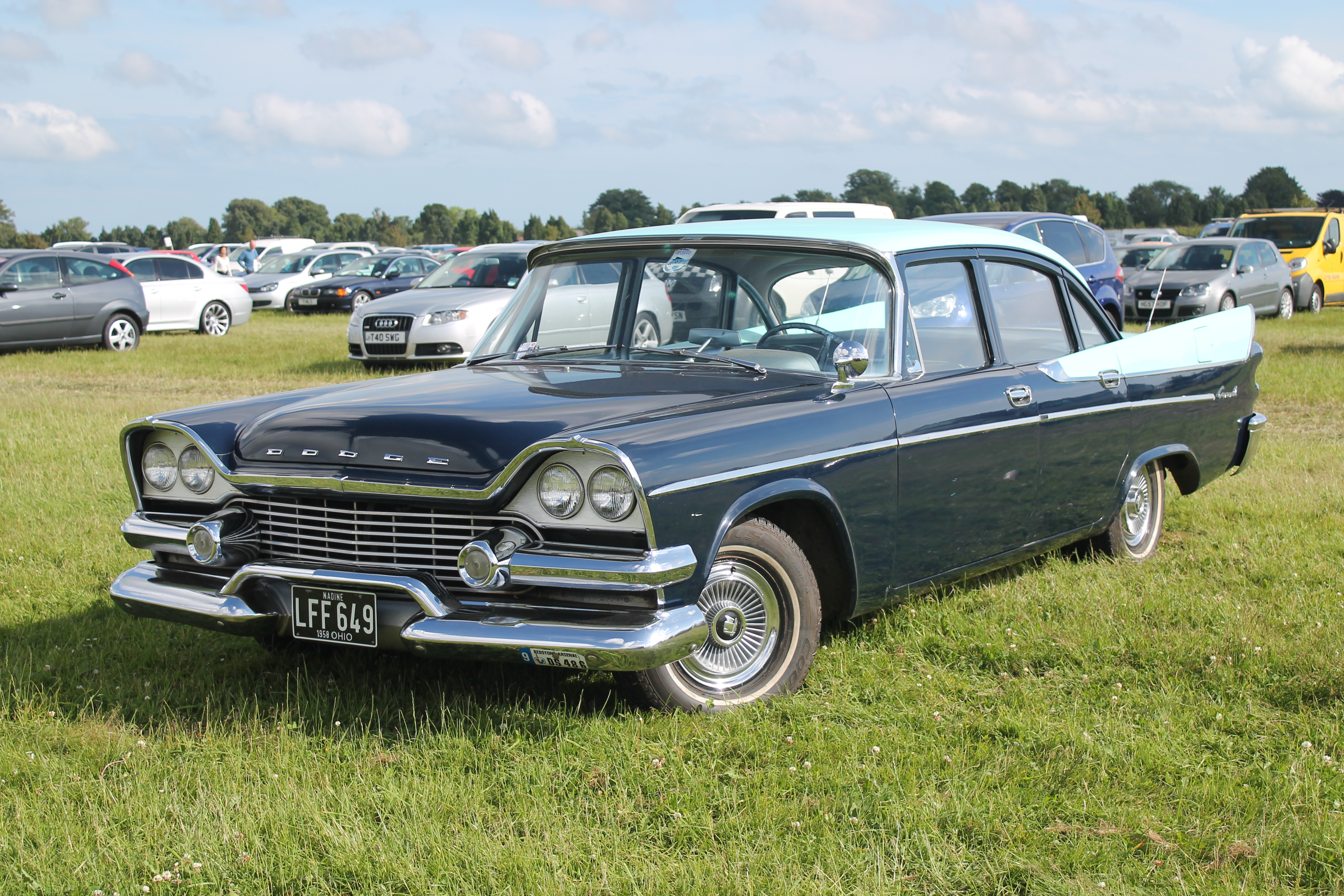
4ª geração (1957–1959)
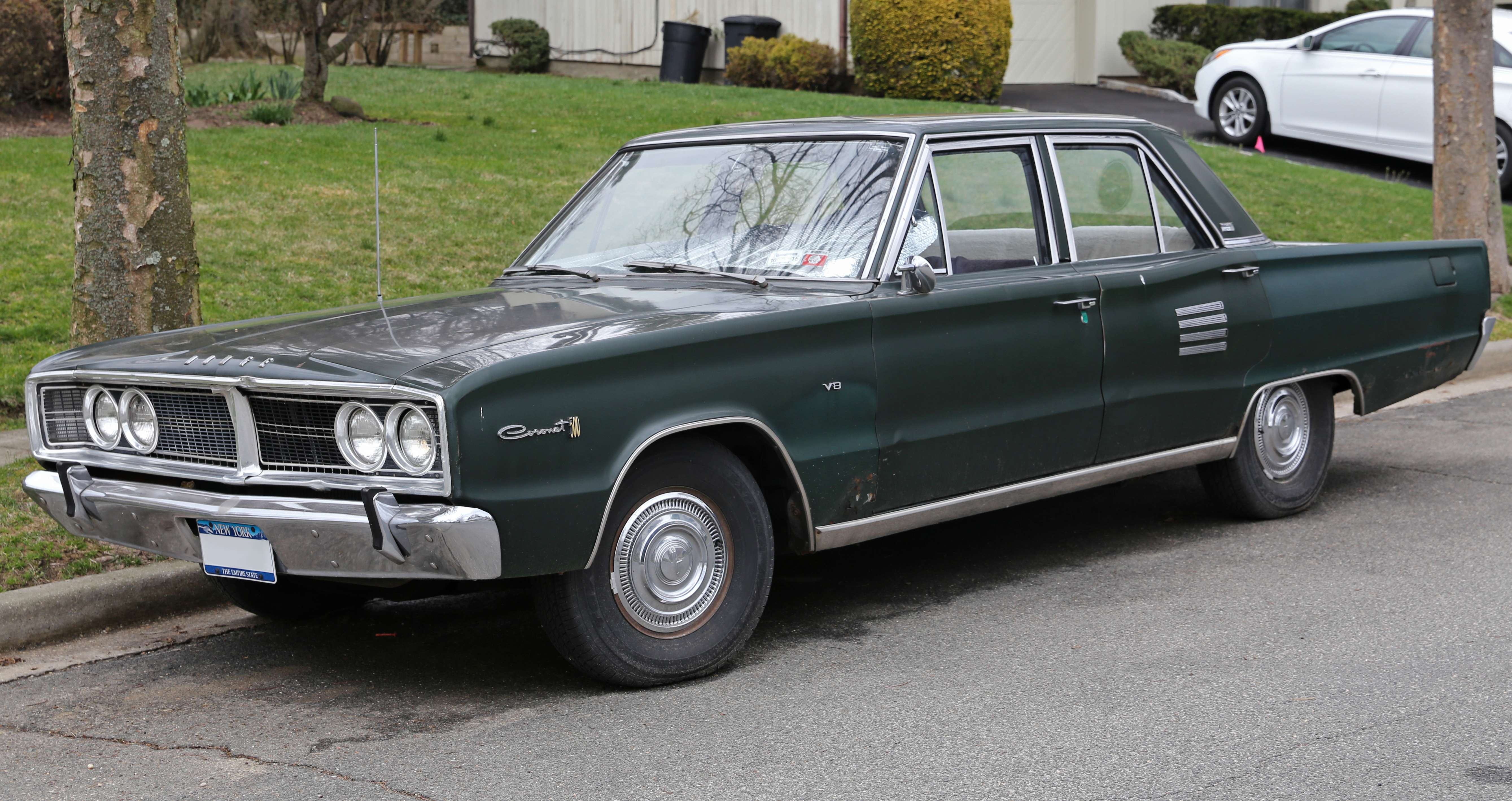
5ª geração (1965–1970)
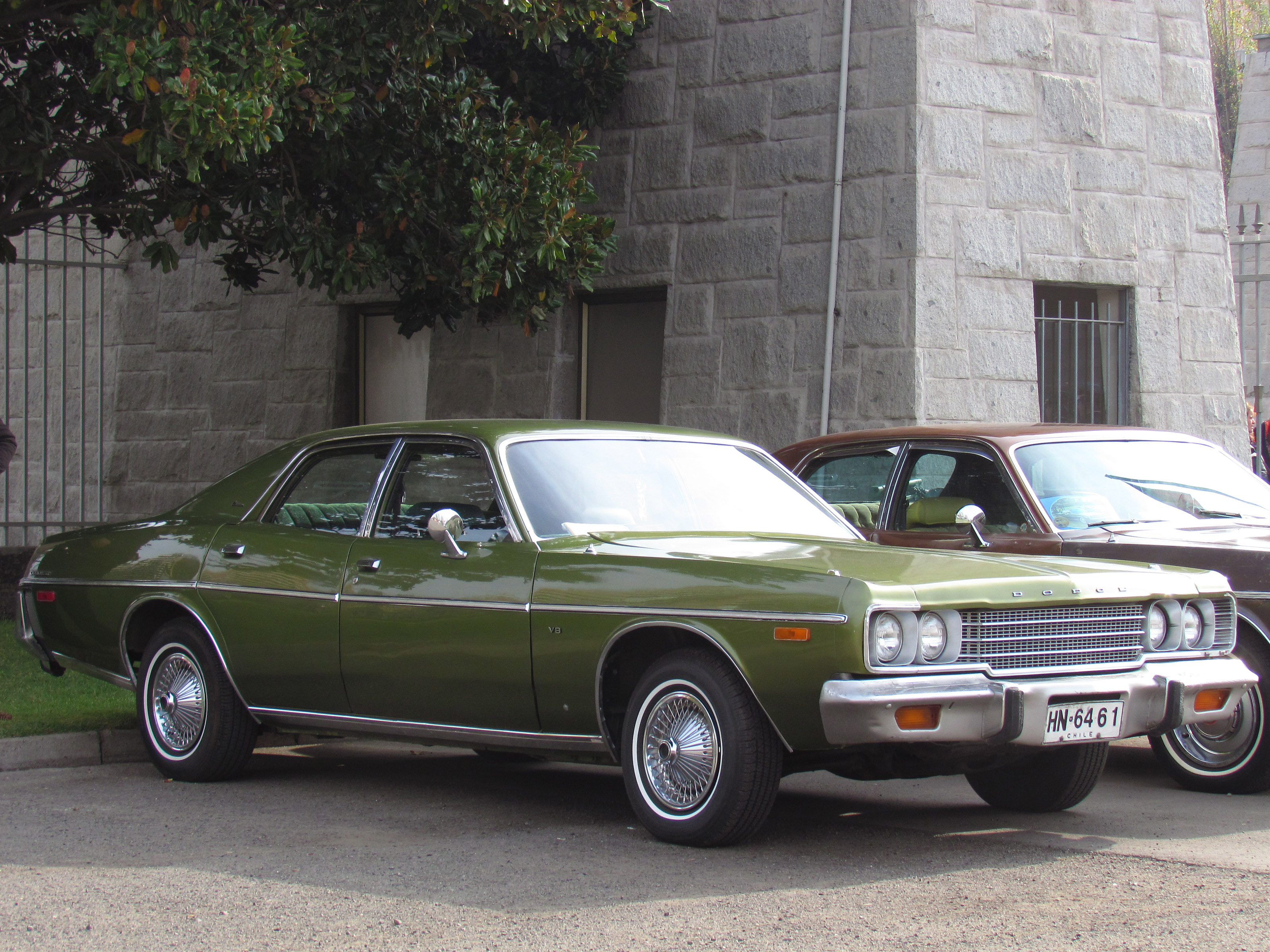
6ª geração (1971–1974)
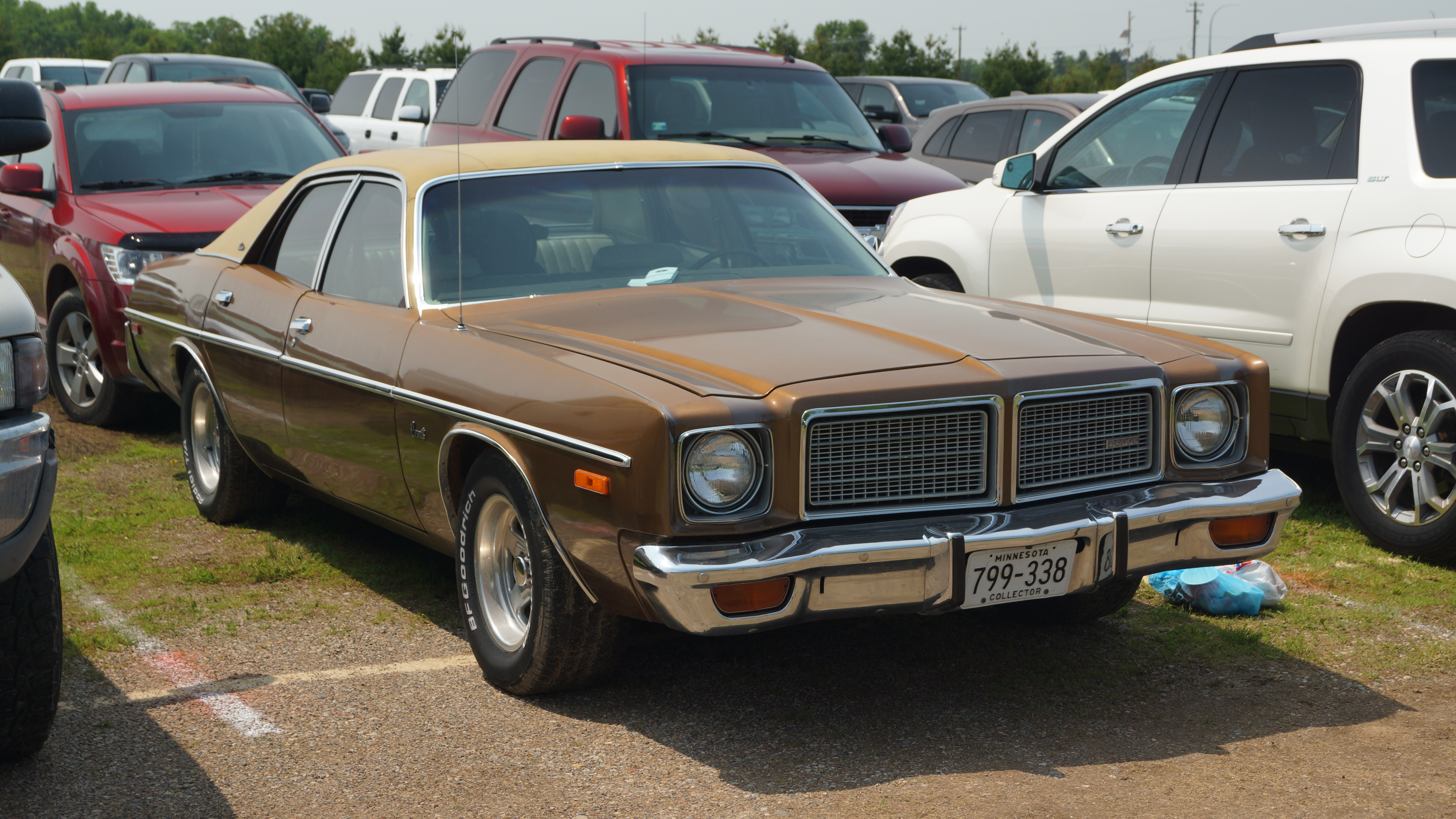
7ª geração (1975–1976)